# Jüdischer Friedhof (Prudice)
Koordinaten: 49° 30′ 40,6″ N, 14° 40′ 16,5″ O

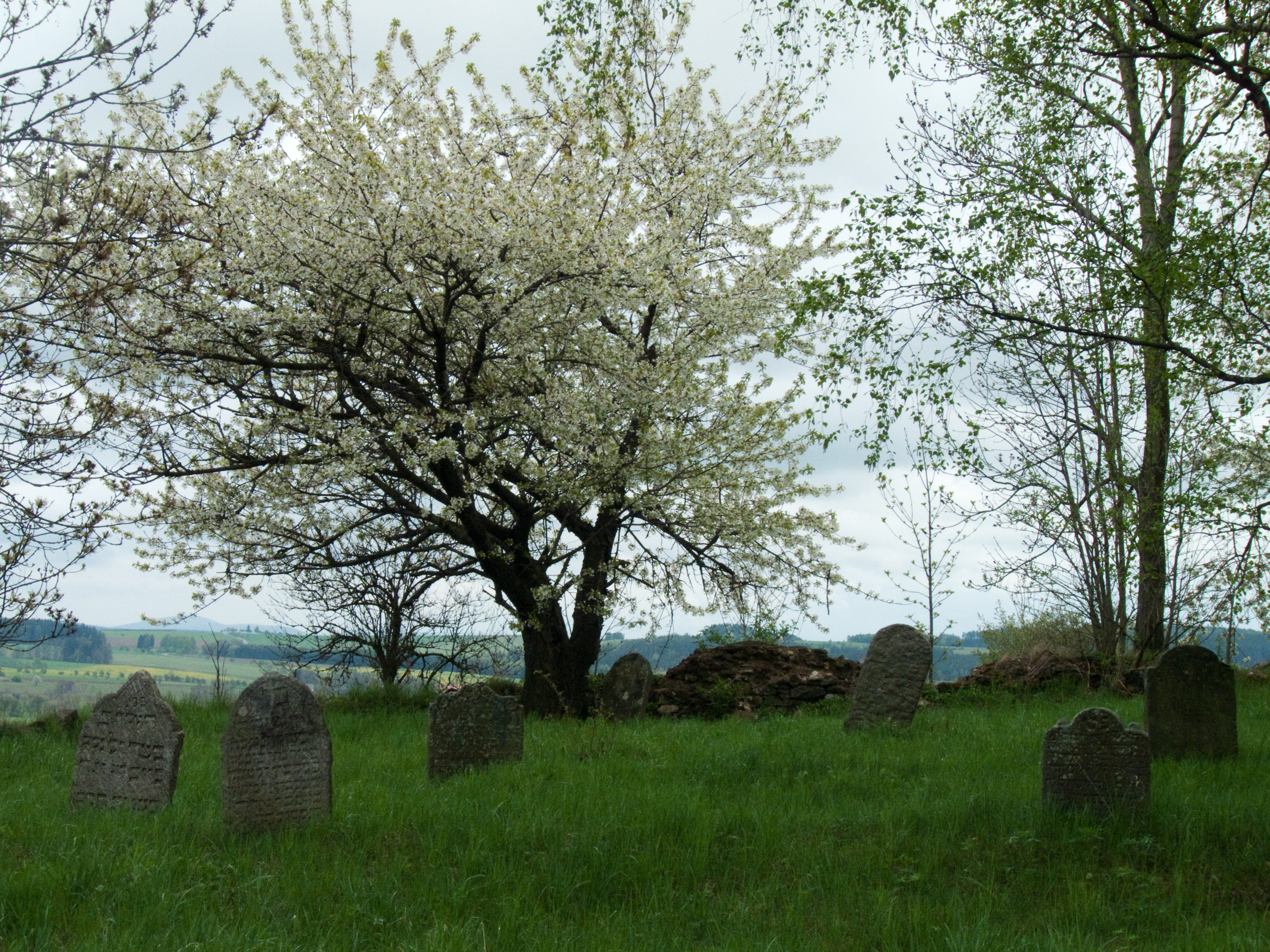
Jüdischer Friedhof in Prudice

Der Jüdische Friedhof in Prudice, einer tschechischen Gemeinde im Okres Tábor der Südböhmischen Region, wurde vor 1723 angelegt. Der jüdische Friedhof südwestlich des Ortes ist seit 1988 ein geschütztes Kulturdenkmal.
Auf dem 2895 Quadratmeter großen Friedhof sind noch mehrere hundert Grabsteine vorhanden.